# Mendoncia microchlamys
Mendoncia microchlamys är en akantusväxtart som beskrevs av Emery Clarence Leonard. Mendoncia microchlamys ingår i släktet Mendoncia och familjen akantusväxter. Inga underarter finns listade i Catalogue of Life.